# 고대 고등 교육 기관

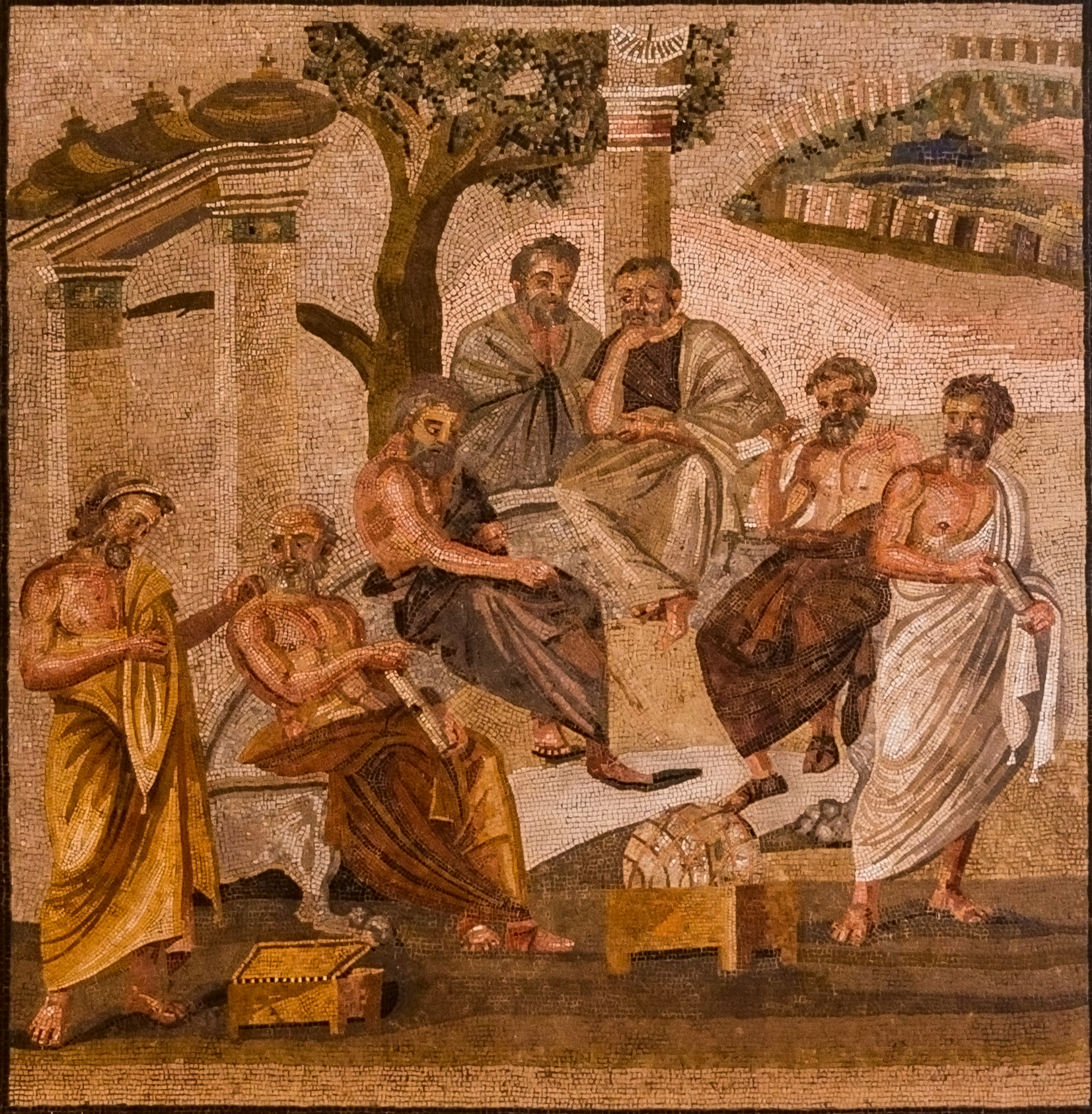
플라톤의 아카데메이아를 묘사한 폼페이의 모자이크(기원전 1세기)

다양한 문화권에서 학술 활동을 위한 제도적 틀을 제공하기 위해 다양한 고대 고등 교육 기관(ancient higher-learning institution)이 발전했다. 이러한 고대 중심지들은 법원, 성당 학교, 수도원 학교, 마드라사를 후원한 종교 기관, 박물관, 병원, 천문대와 같은 과학 기관, 그리고 일부 학자들의 후원과 감독을 받았다. 이것들은 중세 유럽에서 시작되어 현대에 이르러 다른 지역에서도 채택된 학자들의 자율적인 조직인 서양식 대학과는 구별된다(지속적으로 운영되고 있는 가장 오래된 대학 목록 문서 참고).

## 같이 보기
- 지속적으로 운영되고 있는 가장 오래된 대학 목록